# テリー・ストッツ
テリー・リン・ストッツ（Terry Linn Stotts, 1957年11月25日 - ）は、アメリカ合衆国の元バスケットボール選手であり現在は指導者。アイオワ州シダーフォールズ出身。NBAのポートランド・トレイルブレイザーズのヘッドコーチなどを務めていた。

## 経歴

### 選手
オクラホマ大学卒業後、1980年のドラフトでNBAのヒューストン・ロケッツに2巡目34位で指名されたが、NBAではロースターに残ることはできず。ヨーロッパでプロキャリアをスタートした。
1990年まで、スペイン、フランスのなどのプロリーグでプレーした。

### コーチ
1990年から2年間CBAでアシスタントコーチを務めた後、NBAのシアトル・スーパーソニックスで、ジョージ・カールのもとでアシスタントコーチに就任し、NBAでのコーチングキャリアをスタートさせた。

#### アトランタ・ホークス
カールとともに移籍したミルウォーキー・バックスのアシスタントコーチを5年間務めた後、2002年、ロン・クルーガーの解雇に伴い、アトランタ・ホークスのヘッドコーチに就任し28戦目から指揮を執った。2002-03シーズンは24勝31敗、2003-04シーズンは28勝54敗と低調な成績が続き退任した。

#### ミルウォーキー・バックス
ゴールデンステート・ウォリアーズのアシスタントコーチを務めた後、2005年ミルウォーキー・バックスのヘッドコーチに就任し、2005-06シーズンは40勝42敗で負け越しながら何とかプレーオフに進み、1stラウンドで1勝のみで敗退している。翌シーズンは23勝41敗で大きく負け越し、シーズン中に解雇されている。

#### ダラス・マーベリックス
2008年夏、リック・カーライルの下でダラス・マーベリックスのトップアシスタントコーチに就任。2010-2011シーズンにはNBAチャンピオンを経験した。

#### ポートランド・トレイルブレイザーズ
ダラス・マーベリックスのアシスタントコーチを経て、2012年ポートランド・トレイルブレイザーズのヘッドコーチに就任した。2012-13シーズンは、この年の新人王となるデイミアン・リラードが活躍したものの、33勝49敗と負け越し、ヘッドコーチでは、すべてのシーズンを負け越しで終えた。2013-14シーズンは、リラードの成長と、主力のラマーカス・オルドリッジの好調が重なり、スタートから好調を維持し、54勝28敗の好成績で初めて勝ち越し、プレ-オフに進んだ。1stラウンドはヒューストン・ロケッツに第6戦でリラードの劇的なブザービーターで勝利し、カンファレンスセミファイナルに進んだ。初戦から3連敗を喫し第4戦で1勝はしたが、サンアントニオ・スパーズにチーム層の厚さ、経験の豊富さの違いを見せつけられ、敗退した。2014-15シーズンは、開幕からノースウエストディビジョンを快走し、1999年以来のディビジョン優勝をもたらすも、シーズン終盤にウェズリー・マシューズを左足アキレス腱断裂で欠き、戦力ダウンを余儀無くされ、プレーオフでは1stラウンドでメンフィス・グリズリーズに1勝4敗で敗退した。更にシーズンオフには、オルドリッジ､マシューズに加え、ニコラス・バトゥム､ロビン・ロペスなどを放出するなど、フロント陣が大改革を敢行したことで、2015-16シーズンはチーム力の弱体化は免れないと思われていたが、先発に抜擢したC・J・マッカラムが急成長を見せ、これまで燻っていたアレン・クラブのシックスマン起用も適中するなど、大方の予想を覆し、3年連続プレーオフに導き、翌2016-17シーズンもプレーオフに導く。更に2018-19シーズンはカンファレンスファイナルまで導くも、ゴールデンステート・ウォリアーズに4戦全敗で屈し、1992年以来のNBAファイナル出場はならず。
2021年6月4日、9年間務めてきたブレイザーズのHCを双方合意のうえで退任した。